# Barbie Breakout

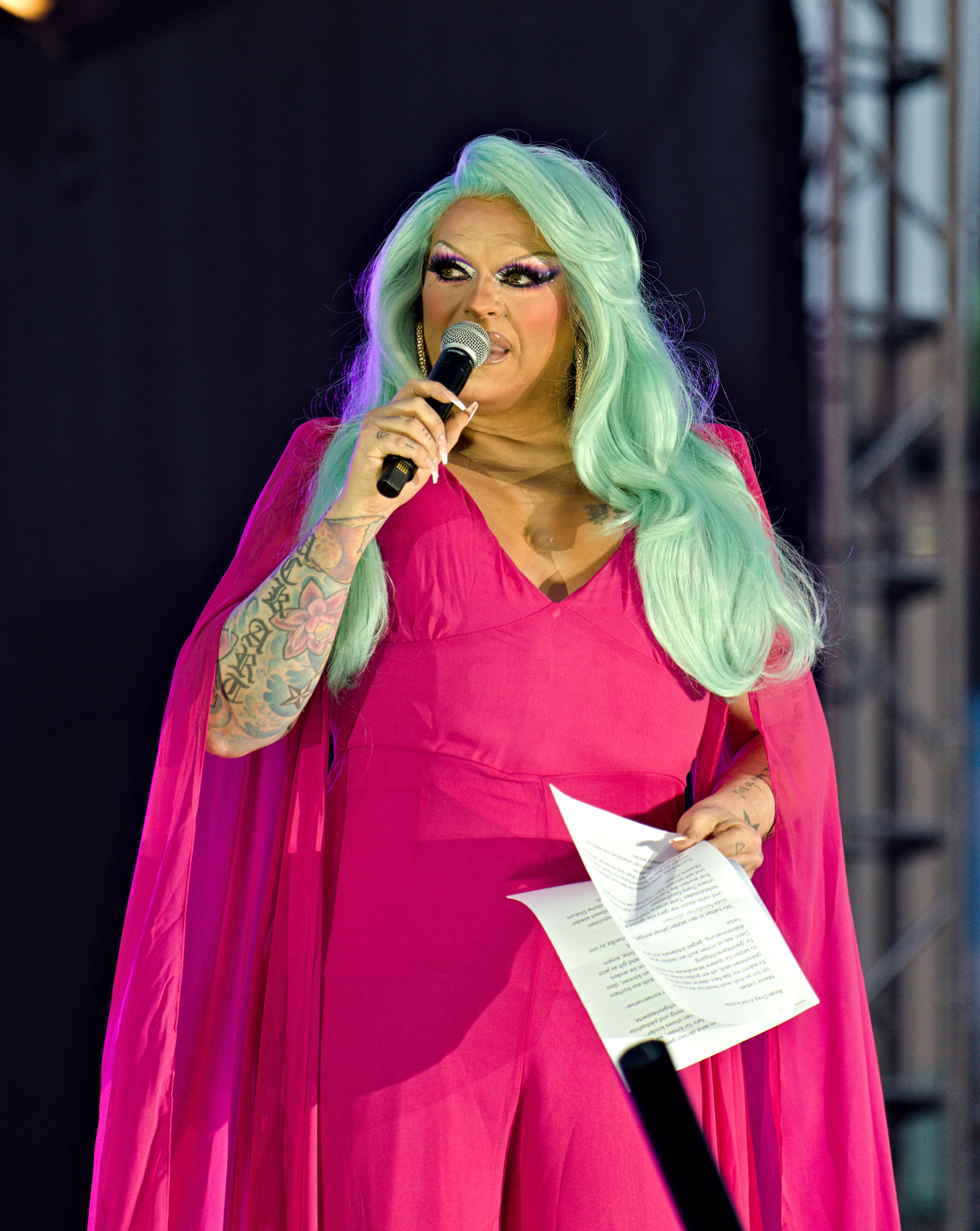
Barbie Breakout beim Christopher Street Day in Berlin (2023)

Barbie Breakout (* 27. April 1978 in Hessen, bürgerlich Timo Pfaff) ist eine nichtbinäre deutsche Dragqueen, LGBTIQ-Aktivistin, Autorin und Podcasterin. Sie moderierte die 1. Staffel von Drag Race Germany. Im bürgerlichen Leben ist sie Make-up-Artist.

## Leben
Barbie Breakout wuchs als Timo Pfaff in Hofheim am Taunus in Hessen auf. Als Kind trug sie häufig Mädchenkleidung und nannte sich zeitweise Tina. Sie hat einen älteren Bruder und Stiefbrüder. Mit 13 Jahren outete sie sich als bisexuell, wenig später als schwul. Im autobiographischen Buch Tragisch, aber geil schreibt sie von erlebter homophober Gewalt in der Jugendzeit und exzessivem Drogenkonsum. Sie wechselte im Alter von 16 Jahren auf die Odenwaldschule und absolvierte 1998 dort ihr Abitur. Anschließend zog sie nach Köln, wo sie im SCHuLZ (Schwulen- und Lesbenzentrum) kellnerte und ein Praktikum bei der StadtRevue absolvierte. Dort experimentierte sie mit Drag und legte als DJ in Drag auf. Im Mai 1999 zog sie nach Berlin und arbeitete als Haar- und Make-up-Artist. 2005 infizierte sie sich mit HIV. Sie lebt mit Depressionen. Sie definiert sich als nicht-binär bzw. genderfluid und verwendet auch außerhalb des Drags weibliche Pronomen.

## Karriere

### Drag-Karriere
Barbie Breakout, zunächst auftretend unter dem Namen „Barbie Bates“, machte ihre ersten Erfahrungen als Dragqueen im Jahr 1998 in Köln. Ihr frühes Erscheinungsbild war geprägt durch schwarze Haare, Piercings und rasierte Augenbrauen, was eine Gothic-Ästhetik widerspiegelte. Der ursprüngliche Drag-Name Barbie Bates folgte dem Namensschema der Mitglieder der Band Marilyn Manson, die sich Namen gaben, bestehend aus dem Vornamen einer Pop-Ikone und dem Nachnamen eines Serienmörders. „Bates“ verwies dabei auf Norman Bates, die Hauptfigur aus Alfred Hitchcocks Film Psycho.
Im Jahr 1999 zog Breakout nach Berlin, wo sich ihr Stil in Richtung mehr Glamour entwickelte. In Berlin kreierte sich Pfaff noch eine Club-Kid-Kunstfigur namens „Brendan Breakout“. Der heutige Drag-Name Barbie Breakout entstand 2001/2002 versehentlich durch einen Party-Veranstalter, der die Namen dieser beiden Kunstfiguren miteinander vermischte. Barbie Breakout legte bis 2015 als DJ auf.

#### Aktivismus
Seit ihrer Infektion mit HIV spricht sie in verschiedenen Formaten offen darüber und setzt sich gegen Stigmatisierung ein, beispielsweise in der Kampagne „Ich weiß was ich tu“ der deutschen Aidshilfe. Bei der Reminders Day Aids Gala trat sie 2005 und 2012 auf.
Im Jahr 2013 führte Barbie Breakout eine öffentlichkeitswirksame Protestaktion durch, gerichtet gegen die gewalttätigen Übergriffe der russischen Gruppe „Occupy Pedophilia“, gegründet von dem russischen Neonazi Maxim Marzinkewitsch. Diese Gruppe misshandelte homosexuelle Männer in Russland, wobei die Taten gefilmt und online gestellt wurden. Diese Aktionen hatten ihren Höhepunkt als die Gesetze gegen „homosexuelle Propaganda“ in Russland erlassen wurden. Barbie Breakout veröffentlichte daraufhin ein Video von sich mit dem Titel „open your mouth“, bei dem zu sehen ist, wie sie sich mit einer Haushaltsnadel und Faden den Mund zunähte. Für diese Aktion erhielt sie im selben Jahr den Reminder Day Solidaritätspreis.
Im Mai 2023 kritisierten Politiker der AfD, CSU und Freie Wähler eine Lesung von Dragqueens für Kinder in einer Münchener Stadtbibliothek. Hubert Aiwanger, bayerischer Wirtschaftsminister, kommentierte, dass die Lesung „Kindeswohlgefährdung statt ’Weltoffenheit’“ sei. Barbie Breakout bezog in dem Format VOXStimme Stellung und wies die Vorwürfe zurück.
Am 20. März 2025 erhielt Barbie Breakout bei der Verleihung des Medienpreises der Deutschen AIDS-Stiftung den erstmals vergebenen HIV-Botschafter*innen-Preis der Deutschen AIDS-Stiftung.

#### Film & Fernsehen
- 2012: Männer zum Knutschen
- 2020: The Diva in me mit Sheila Wolf und Kelly Heelton
- 2020: Shopping Queen: Drag-Queen-Spezial[18]
- 2021: 40 Jahre Aids – Schweigen = Tod (als Timo Pfaff)
- 2023: Drag Race Germany mit Gianni Jovanovic
- 2024: Vox Prominent!

Bücher
- 2012: Tragisch, aber geil, überarbeitete Fassung 2020: Tragisch, aber geil 2.0, ISBN 978-3-9821750-1-0

Podcasts
Seit Mai 2020 moderiert sie den Podcast 2old2dieYoung mit Tatjana Berlin und Paul Schulz. Seit Juli 2025 veröffentlicht sie zudem gemeinsam mit Simon Dömer den Podcast Doppelmaushälfte. Die beiden sprechen über ihre doch sehr unterschiedlichen Erfahrungen: über das Leben, die Liebe, über Sex, Familie, Identität, die Szene und immer wieder auch darüber, warum die Welt gerade mal wieder die Menschen aus der LGBTQIA+ Community hasst.
In einem weiteren Projekt, dem Podcast Tragisch, aber geil, führte Barbie Breakout von Juni 2020 bis Oktober 2022 Gespräche mit einer Vielzahl von Gästen, hauptsächlich aus der queeren Community. Zu den interviewten Persönlichkeiten zählten z. B. Riccardo Simonetti, Tim Kruger, Jurassica Parka, Georg Uecker, Marcella Rockefeller und Lars Tönsfeuerborn.
Von Januar 2021 bis September 2021 kommentierte sie wöchentlich im Podcast Bartschatten mit Conchita Wurst die Episoden der 13. Staffel von RuPaul’s Drag Race.
Seite Juli 2025 moderiert sie gemeinsam mit Simon Dömer den Podcast Doppelmaushälfte.

### Visagisten-Karriere
Im bürgerlichen Leben ist Barbie Breakout freiberufliche Haar- und Make-up-Artistin, die ihre Ausbildung als Maskenbildnerin an der Hasso von Hugo Maskenbildnerschule absolvierte. Während ihrer Ausbildungszeit sammelte sie Erfahrung in der Maskenabteilung bei der Produktion von Filmen wie Duell – Enemy at the Gates (2001) und Resident Evil (2002). Später beteiligte sie sich als Maskenbildnerin bei GG 19 - Eine Reise durch Deutschland in 19 Artikeln (2007) und verschiedenen Werbefilmen. Darüber hinaus war sie für das Haar und Make-up von Prominenten wie Barbara Becker, Rufus Wainwright, Aiden Shaw, Ursula Karven und Sophie Passmann verantwortlich.